# توماس مدينا
توماس مدينا (بالإسبانية: Tomás Medina Menéndez) (و. 1803 – 1884 م)هو سياسي من السلفادور .